# Porócs
Porócs (szlovákul: Proč) község Szlovákiában, az Eperjesi kerület Eperjesi járásában.

## Fekvése
Eperjestől 16 km-re északkeletre, az Alacsony-Beszkidek déli részén, a Szekcső-patak keleti mellékvizének felső folyásánál 480 m magasan fekszik.

## Története
A település alapításának ideje nem ismert, talán a 15. század elején keletkezett, de elképzelhető, hogy már a 13. században is létezett. Első írásos említése 1423-ból származik „Prochfalua” néven. 1427-ben a bíró házán kívül még 9 adózó portája volt. Lakói a későbbiekben elszegényedtek és zsellérekké váltak. A 15. században helyi nemesek birtoka, majd a 16. században a Giarmani családé. 1543-ban 4, 1567-ben és 1588-ban egy adózó portája volt. Porócs a 16. század végén a közepes nagyságú falvak közé számított. 1600-ban 14 adózó háztartása és egy nemesi kúriája volt.
A 18. század végén Vályi András így ír róla: „PROCS. Tót falu Sáros Vármegyében, földes Urai több Uraságok, lakosai katolikusok, és másfélék is, fekszik Pocsfalvának szomszédságában, mellynek filiája, határjának egy nyomása hegyes, mindazáltal megtermi az őszi gabonát, réttye sarjút is terem, legelője, és erdeje elég van, piatzozó helyétől sints meszsze, második osztálybéli.”
Fényes Elek 1851-ben kiadott geográfiai szótárában így ír a faluról: „Prócs, tót falu, Sáros vmegyében, Posfalu fil. 201 kath., 10 zsidó lak. F. u. Sztankay nemzetség.”
1920 előtt Sáros vármegye Girálti járásához tartozott.

## Népessége
| Év:            | 1994. | 2004.   | 2014.   | 2024.   |
| -------------- | ----- | ------- | ------- | ------- |
| Emberek száma: | 465   | 445     | 431     | 409     |
| Eltérés:       |       | -4,30 % | -3,14 % | -5,10 % |

| Év:            | 2023. | 2024.   |
| -------------- | ----- | ------- |
| Emberek száma: | 417   | 409     |
| Eltérés:       |       | -1,91 % |

A településnek 1910-ben 203, túlnyomórészt szlovák lakosa volt.
2001-ben 469 lakosából 462 szlovák volt.
2011-ben 457 lakosából 446 szlovák.